# Ferrovia di Shizuoka
La ferrovia di Shizuoka (静岡鉄道?, Shizuoka Tetsudō), chiamata anche Shizutetsu (静鉄?), è una compagnia ferroviaria giapponese con sede a Shizuoka, nella prefettura di Shizuoka.
È la società principale del Gruppo Shizutetsu e insieme ad altre società del gruppo gestisce attività di funivie, grandi servizi di autobus e taxi, un grande magazzino, supermercati, una società di costruzioni e proprietà immobiliari.

## Storia
Il 21 agosto 1906 fu fondata la prima azienda chiamata Shizuoka Tetsudō (静岡鉄道?) costruita per collegare il centro di Shizuoka con il porto di Shimizu per facilitare l'esportazione del tè verde, il principale prodotto agricolo della prefettura di Shizuoka dell'epoca. Inaugurò la prima sezione della linea Shizuoka-Shimizu il 18 maggio 1908, già stata completata il 9 dicembre dello stesso anno. Nel frattempo, il 28 luglio 1908, la compagnia ferroviaria divenne proprietà della compagnia tramviaria Dai Nippon Kidō (大日本軌道?), un operatore ferroviario a scartamento ridotto, che operava in tutto il Giappone, e che la trasformò in una filiale indipendente. La linea fu elettrificata nel 1919 e divenne a scartamento standard nel 1920. aggio 1919, la filiale di Shizuoka fu acquistata dalla neonata società Sun'en denki (駿遠電気?). Il 28 giugno 1922 aprì la linea tranviaria di Shizuoka, che ricevette un raccordo sulla linea Shizuoka-Shimizu. Nel 1923, la filiale di Shizuoka divenne indipendente come Ferrovia elettrica di Shizuoka (静岡電気鉄道,Shizuoka Denki Tetsudō?). Meno di due settimane dopo, il 12 marzo 1923, rilevò la linea Akiba, una linea tranviaria interurbana lunga 12 km nella vicina città di Fukuroi. Il 25 dicembre 1928 aprì il tram Shimizu, collegato anche alla linea Shizuoka-Shimizu e nel 1929 fu aggiunto un reparto di trasporto in autobus. Durante la seconda guerra mondiale, il governo cercò di consolidare le piccole società di trasporto in entità più grandi, aumentandone così l'efficienza. Dopo l'approvazione della "Legge per l'adeguamento del settore dei trasporti terrestri", diverse società nell'area di Shizuoka dovettero fondersi il 15 maggio 1943 sotto l'egida della ribattezzata Ferrovia di Shizuoka. Il suo primo presidente fu Keita Gotō, fondatore della Tōkyū, che divenne il maggiore azionista della Ferrovia di Shizuoka dopo la fine della seconda guerra mondiale (Tōkyū è ancora oggi il maggiore azionista, ma la sua quota è inferiore al 4%). Nel 1953 l'azienda entrò nel settore dei taxi e un anno dopo nel commercio di automobili (come partner contrattuale della Toyota). La funivia Nihondaira fu aperta nel 1957 e la società entrò nel settore immobiliare nel 1963. La società concentrò la sua attività ferroviaria sulla linea principale altamente redditizia tra Shizuoka e Shimizu e nel 1962 chiuse il tram Shizuoka e la linea Akiba, nel 1970 la linea Sun'en e nel 1974 il tram Shimizu. La rete degli autobus ha invece continuato ad espandersi anche fuori dai confini cittadini. Il 1° maggio 2002 il servizio di linea degli autobus, che nel frattempo era cresciuto notevolmente, è stato affidato all'affiliata Shizutetsu Justline per alleggerire la gestione ferroviaria.

## Linee ferroviarie
La compagnia gestisce la linea Shizuoka-Shimizu, che si estende per 11 chilometri dalla stazione di Shin-Shizuoka alla stazione di Shin-Shimizu con 13 stazioni intermedie, e la funivia Nihondaira.
- Linea Shizuoka-Shimizu (静岡清水線?): Shin-Shizuoka - Shin-Shimizu	(11 km, 15 stazioni)
- Funivia Nihondaira (日本平ロープウェイ?)

## Materiale rotabile

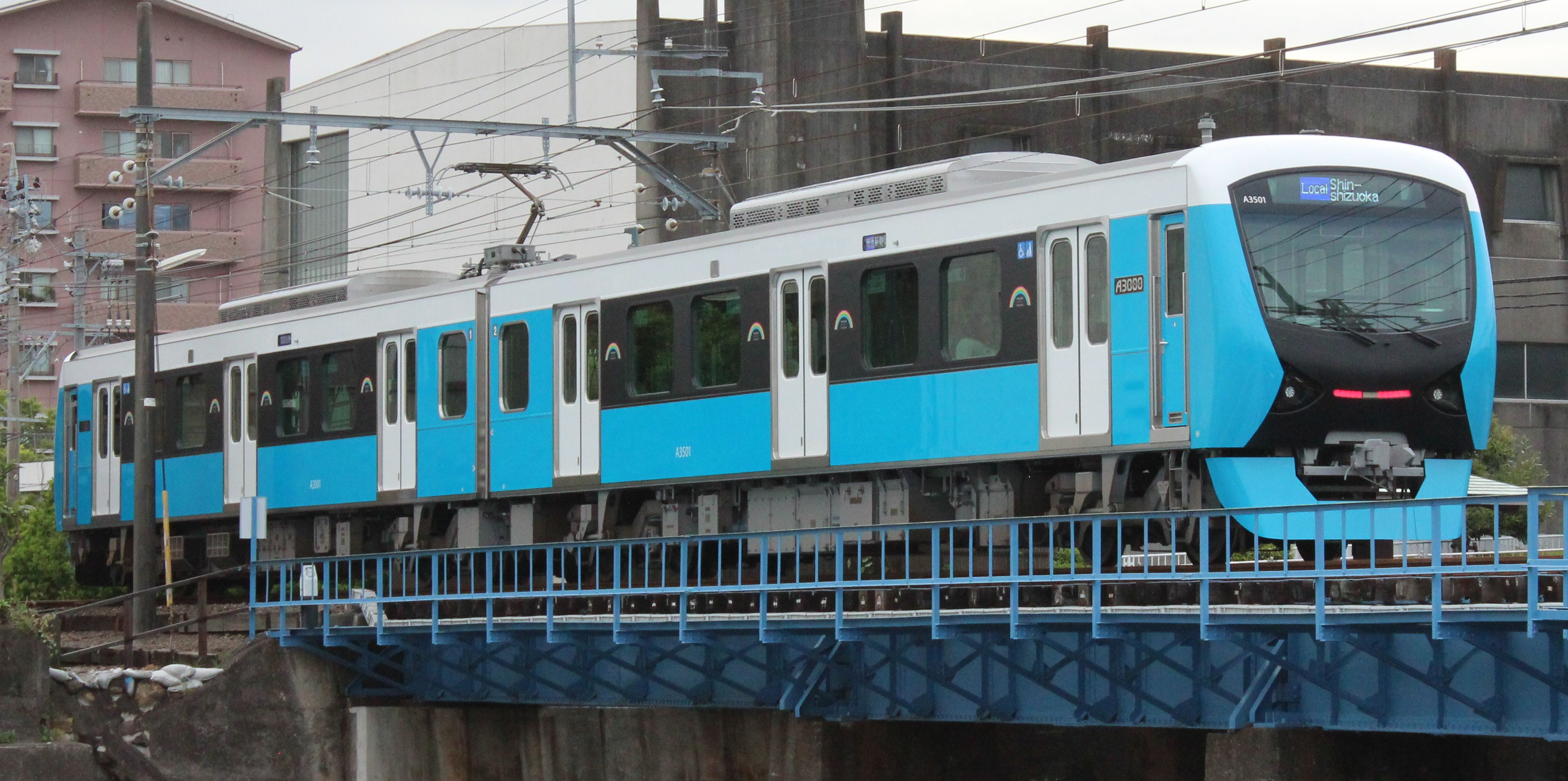
Serie A3000

La maggior parte del materiale rotabile utilizzato dalla Ferrovia di Shizuoka era costituito da attrezzature usate acquistate dalla Tōkyū Corporation. Dal 2016 vengono utilizzate vetture della serie A3000 che sostituiranno gradualmente le vecchie vetture della serie 1000.